# بساط زنجان
بساط زانجان هي سجادة إيرانية مصنوعة يدويًا، وتُنسب إلى مدينة زنجان في إيران.